# Apple A6
El Apple A6 y el Apple A6X son diferentes versiones del mismo system on a chip (SoC) utilizados en el iPhone 5 y iPhone 5c (A6) y iPad de 4ª gen (A6X). El Apple A6 fue presentado el 12 de septiembre de 2012, mientras que el Apple A6X fue presentado a la vez que el Nuevo iPad el 22 de octubre. Apple afirma que es dos veces más rápido y tiene el doble de potencia gráfica en comparación con su predecesor, el Apple A5.